# Station Lunner
Station Lunner is een station in Lunner  in fylke Viken in Noorwegen. Het station aan Gjøvikbanen dateert uit 1900. Het is een ontwerp van Paul Due.